# معركة بيكوكا
دارت معركة بيكوكا أو لا بيكوكا في 27 أبريل 1522، أثناء الحرب الإيطالية الممتدة بين عامي 1521 – 1526. هُزمت قوة فرنسية وبندقية مشتركة بقيادة أوديه فوا، فيكونت لوتريك، بشكل حاسم من قِبل جيشٍ إسباني-إمبراطوري وجيشٍ بابوي تحت القيادة العامة لبروسبيرو كولونا. انسحب لوتريك بعدها من لومباردي، تاركًا دوقية ميلان في أيدي الإمبراطورية.
بعد طرده من ميلانو إثر تقدم إمبراطوري في أواخر عام 1521، أعاد لوتريك تجميع صفوفه، في محاولة لضرب خطوط اتصال كولونا. وإن لم يتلق المرتزقة السويسريون في المهمة الفرنسية أجورهم، فقد طالبوا بشن هجوم فوري، واضطر لوتريك إلى مهاجمة موقع كولونا المحصن في حديقة فيلا أرتشيمبولدي في بيكوكا، شمال ميلانو. تقدم حاملو الرماح السويسريون عبر الحقول المكشوفة تحت نيران المدفعية الثقيلة لمهاجمة المواقع الإمبراطورية، لكنهم توقفوا عند طريق غائر مدعم بالمتاريس. تراجع السويسريون، بعد تكبدهم خسائر فادحة بنيران القربينة الإسبانية. في هذه الأثناء، أثبتت محاولة سلاح الفرسان الفرنسي في تطويق موقع كولونا أنها غير مجدية هي الأخرى. لم يكن السويسريون على استعداد لمواصلة القتال، وعادوا إلى كانتوناتهم (تقسيم إداري سويسري) بعد بضعة أيام، وتراجع لوتريك إلى إقليم البندقية مع فلول جيشه.
يُشار إلى هذه المعركة بإبرازها نهاية الهيمنة السويسرية بين المشاة في الحروب الإيطالية والطريقة السويسرية في الهجوم بأرتال حاشدة من حاملي الرماح دون دعم قواتٍ أخرى. كانت أيضًا واحدة من أولى الاشتباكات التي لعبت فيها الأسلحة النارية دورًا حاسمًا في ساحة المعركة.

## المعركة

### الاستعدادات
انتقل كولونا إلى موقع جديد مهول: منتزه قصر الإقطاعية في بيكوكا، على بعد أربعة أميال (6 كم) تقريبًا عن شمال ميلانو. كان المنتزه يقع بين مساحة شاسعة من أرض مستنقعية غربًا والطريق الرئيسي المؤدي إلى ميلانو شرقًا؛ على طول هذا الطريق، كان هناك خندق رطب عميق، يجتازه جسر حجري ضيق على بعض المسافة من جنوب الحديقة. يحد الجانب الشمالي من المنتزه طريق غائر، زاده كولونا عمقًا، بتشييده لمتراسٍ ترابي على الضفة الجنوبية.
بلغ طول الجانب الشمالي من المنتزه أقل من 600 ياردة (550 م)، مما سمح لكولونا بوضع قواته بشكل مكثف؛ مباشرة خلف المتراس كان هناك أربعة صفوف من حاملي القربينة الإسبان بقيادة فيرناندو أفالوس، وتقف خلفهم وحدات من حاملي الرماح الإسبان والمرتزقة الألمانية بقيادة جورج فراندسبرغ. استطاعت المدفعية الإمبراطورية، الموضوعة على عدة قواعد بارزة إلى الأمام من المتاريس، اجتياح الحقول شمال المتنزه وكذلك أجزاء من الطريق الغائر ذاته. وُضع معظم سلاح الفرسان الإمبراطوري في الطرف الجنوبي من المنتزه، بعيدًا عن المشاة. تمركزت قوة منفصلة من سلاح الفرسان في الجنوب لحراسة الجسر.
في مساء يوم 26 أبريل، أرسل لوتريك قوة بقيادة السير بوندورمي لاستكشاف المواقع الإمبراطورية. بعد أن رصد كولونا الوجود الفرنسي، أرسل مراسيلًا إلى ميلان لطلب تعزيزات. وصل سفورزا في صباح اليوم التالي ومعه 6,400 جندي آخر، انضموا إلى سلاح الفرسان بالقرب من الجسر إلى الجنوب من معسكر كولونا.
في فجر يوم 27 أبريل، بدأ لوتريك هجومه، وأرسل مرتزقة العصابات السوداء لصد مفرزة الحرس الإسبانية وتطهير الأرض أمام المواقع الإمبراطورية. كان على رأس التقدم الفرنسي رتلان سويسريان، تألف كل منهما من 4,000 إلى 7,000 رجل، برفقة بعضٍ من سلاح المدفعية؛ كان على هذه المجموعة مهاجمة الجبهة المتحصنة للمعسكر الإمبراطوري مباشرة. في غضون ذلك، قاد ليسكون مجموعة من سلاح الفرسان جنوبًا على طول طريق ميلانو، إذ اعتزم إحاطة المعسكر وتوجيه ضربته إلى الجسر من الخلف. تشكلت بقية الجيش الفرنسي، بما في ذلك المشاة الفرنسية والجزء الأكبر من سلاح الفرسان الثقيل وفلول السويسريين، في صف عريض على بعض المسافة خلف الرتلين السويسريين؛ وقف خلفهم صف ثالث، تألف من القوات البندقية تحت قيادة فرانشيسكو ماريا ديلا روفيري، دوق أوربينو.

### الهجوم السويسري
أُعطيت القيادة العامة للهجوم السويسري إلى آن دي مونتمورنسي. مع تقدم الرتلين السويسريين نحو المنتزه، أمرهما بالتوقف والانتظار حتى تقصف المدفعية الفرنسية الدفاعات الإمبراطورية، لكن السويسريين رفضوا الانصياع. لربما شكك القادة السويسريون في أن يكون للمدفعية أي تأثير على المتاريس. يشير المؤرخ تشارلز أومان إلى احتمالية أنهم «كانوا مدفوعين بالعدوانية المتهورة والثقة بالنفس العمياء». على أي حال، تحرك السويسريون بسرعة نحو موقع كولونا، متجاهلين المدفعية؛ كان هناك على ما يبدو بعض التنافس بين الرتلين، تألف أحدهم، بقيادة أرنولد وينكلريد أونترفالدن، من رجال الكانتونات الريفية، في حين تألف الآخر، بقيادة ألبرت فون شتاين، من فرقٍ من برن والكانتونات الحضرية. سرعان ما دخل السويسريون المتقدمون إلى مرمى المدفعية الإمبراطورية؛ لم يتمكنوا من الاحتماء في الحقول المستوية، وبدأوا في تكبد خسائر كبيرة، ولربما قُتل ما يصل إلى ألف سويسري بحلول الوقت الذي وصل فيه الرتلان إلى الخطوط الإمبراطورية.
توقف السويسريون فجأة مع وصولهم إلى الطريق الغائر أمام المنتزه؛ أدى عمق الطريق وارتفاع المتراس خلفه – مع بعضهما أعلى من طول الحراب السويسرية – إلى منع تقدمهم بشكل فعال. بنزولهم إلى الطريق، تكبد السويسريون خسائر فادحة بسبب نيران قربينات أفالو. ومع ذلك، نفذ السويسريون سلسلة من المحاولات اليائسة لخرق الخط الإمبراطوري؛ تمكن البعض من الوصول إلى الجزء العلوي من المتاريس، ليجدوا أنفسهم في مواجهة اللاندسكنتش (المرتزقة الألمانية)، الذين خرجوا من وراء حاملي القربينات. ظهر أن فراندسبرغ قد قتل أحد القادة السويسريين في نزال فردي؛ ودُفع السويسريون، بعدم تمكنهم من تشكيل صفوفهم فوق المتاريس، للأسفل نحو الطريق الغائر.
بعد محاولة التقدم إلى الأمام لمدة نصف ساعة تقريبًا، تراجعت فلول الرتلين السويسريين مرة أخرى نحو الخط الفرنسي الرئيسي. بلغ إجمالي خسائرهم أكثر من 3,000، من بينهم وينكلريد وفون شتاين وعشرين قائدًا آخرًا؛ من النبلاء الفرسيين الذين رافقوهم، نجا فقط مونمورنسي.

## خاتمة
في غضون ذلك، وصل ليسكون، مع نحو 400 جندي من سلاح الفرسان الثقيل تحت قيادته، إلى الجسر جنوب المنتزه وشق طريقه عبره ووصل إلى المعسكر الإمبراطوري خلفه. رد كولونا بإرسال عدد من جنود سلاح الفرسان تحت قيادة أنطونيو دي ليفا لوقف التقدم الفرنسي، في حين تقدم سفورزا على الطريق المؤدي إلى الجسر، بهدف محاصرة ليسكون. أوقف بوندورمي جنود ميلانو، مما سمح لليسكون بتخليص نفسه من المعسكر؛ عاد سلاح الفرسان الفرنسي بعدها إلى مساره وانضم إلى جسم الجيش الرئيسي.
رغم إلحاح أفالوس والعديد من القادة الإمبراطوريين الآخرين، رفض كولونا إصدار أمرٍ بشن هجوم عام على الفرنسيين، مشيرًا إلى أن معظم جيش لوتريك – بما في ذلك سلاح الفرسان – لا يزال سليمًا. أشار كولونا إلى أن الفرنسيين قد تعرضوا للهزيمة أساسًا، وأنهم سينسحبون قريبًا؛ شاطره فراندسبرغ هذا التخمين. ومع ذلك، حاولت بعض المجموعات الصغيرة من المدافعين الإسبان وسلاح الفرسان الخفيف ملاحقة السويسريين المنسحبين، لكنهم تعرضوا للصد من قِبل العصابات السوداء، التي كانت تغطي ترحيل المدفعية الفرنسية من الميدان.
ثبت أن تقدير كولونا كان دقيقًا؛ لم يكن السويسريون مستعدين لشن هجوم آخر، وساروا عائدين إلى الوطن في 30 أبريل. تراجع لوتريك، لاعتقاده أن ما نتج من ضعفٍ في المشاة يجعل شن حملة أخرى أمرًا مستحيلًا، إلى الشرق، وعبَرَ نهر أدا إلى إقليم البندقية في تريزو. بعد وصوله إلى كريمونا، غادر لوتريك إلى فرنسا، تاركًا ليسكون في قيادة فلول الجيش الفرنسي.